# Ludovico Einaudi
Ludovico Maria Enrico Einaudi (Torino, 23 novembre 1955) è un compositore e pianista italiano.
Si è formato al Conservatorio Giuseppe Verdi di Milano avendo come docente Luciano Berio nei primi anni ottanta. Einaudi ha iniziato la sua carriera come compositore classico, incorporando successivamente altri stili e generi, tra cui pop, rock, world music e musica popolare.
Einaudi ha composto le colonne sonore di numerosi film e trailer, tra cui This is England, Nomadland, The Father, Quasi amici (Fly, Una mattina, Writing Poems, L'Origine Nascosta, Cache-Cache) e Joaquin Phoenix - Io sono qui!, la miniserie Zivago, e Acquario nel 1996, per il quale ha vinto la Grolla d'oro per la migliore colonna sonora. Ha anche pubblicato una serie di album da solista di pianoforte ed orchestra, in particolare I giorni nel 2001, Nightbook nel 2009, In a Time Lapse nel 2013 e Underwater nel 2022.

## Biografia
È figlio dell'editore Giulio Einaudi e di Renata Aldrovandi, che suonava il pianoforte come lui; suo nonno paterno fu Luigi Einaudi (1874-1961), presidente della Repubblica dal 1948 al 1955.

### Inizi

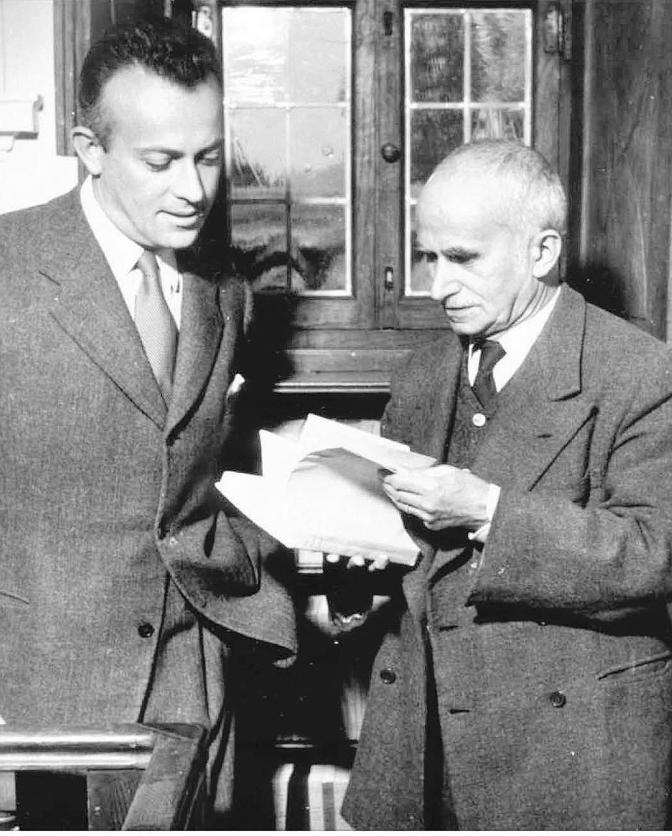
Giulio e Luigi Einaudi, padre e nonno di Ludovico

La sua carriera di musicista inizia nel jazz rock, quando entra nel complesso torinese Venegoni & Co, con cui incide due album pubblicati dalla Cramps: Rumore rosso e Sarabanda. Continua nel frattempo gli studi classici, e si diploma in composizione al Conservatorio Giuseppe Verdi di Milano con Azio Corghi, perfezionandosi poi con Luciano Berio. Nel 1982 riceve una borsa di studio per recarsi al Festival di Tanglewood nel Massachusetts.
La sua carriera come musicista classico inizia con varie composizioni sia orchestrali sia da camera, che verranno eseguite al Teatro alla Scala, al Maggio Musicale Fiorentino, al Festival di Tanglewood, al Lincoln Center di New York, nella Queen Elisabeth Hall, l'IRCAM di Parigi, la Saint Paul Chamber Orchestra, l'UCLA (Centre for Performing Arts), il Budapest Music Festival e altri. Nel 1984 viene eseguita, nel Giardino degli Orti Oricellari di Firenze, la première di "Sul filo di Orfeo", balletto di Ludovico Einaudi, con soggetto e coreografia di Serge Bennathan.
Scrive per vari settori, in particolare cinema e teatro, componendo nel 1988 l'opera teatrale Time Out; dopo questa prima positiva esperienza con la danza, realizza nel 1990 The Wild Man per la Oregon Dance Company, e poi Emperor nel 199]. La sua musica affonda le radici nella musica classica con l'aggiunta di elementi derivati dalla musica pop, rock, folk e contemporanea. Stanze, del 1992, è una raccolta di sedici pezzi per arpa interpretati da Cecilia Chailly, composti nel corso di tre anni.
Successivamente Einaudi ha cominciato a usare il suo stile per comporre colonne sonore di film alla metà degli anni novanta. Ha iniziato con due film di Michele Sordillo, Da qualche parte in città nel 1994 e Acquario nel 1996, per cui ha vinto la Grolla d'oro per la migliore colonna sonora.

### Le onde(1996)
È tuttavia con l'album Le onde che raggiunge il successo internazionale; verrà infatti pubblicato un paio d'anni dopo nel Regno Unito. Il disco è un ciclo di ballate ispirato all'omonimo romanzo di Virginia Woolf. Alcuni brani di questo disco sono stati scelti come colonna sonora del film Aprile di Nanni Moretti, e a questo faranno seguito una serie di proficue collaborazioni con il cinema, fra cui Fuori dal mondo e Luce dei miei occhi di Giuseppe Piccioni, Doctor Zhivago di Giacomo Campiotti, Sotto falso nome di Roberto Andò, fino ai più recenti This Is England dell'inglese Shane Meadows e Quasi amici di Olivier Nakache e Éric Toledano.
Con l'album successivo, Eden Roc, Einaudi prosegue la ricerca sperimentale, grazie anche all'aggiunta di un quintetto di archi e alla collaborazione con il musicista J̌ivan Gasparyan.
Il brano omonimo all'album verrà scelto come colonna sonora per lo spot pubblicitario della Tiscali.

### I giorni,Una mattina(2001-2004)
Nel 2001 esce l'album I giorni, nuovo ciclo di ballate, dalle melodie semplici e allo stesso tempo molto profonde. L'album, come raccontato dal pianista, nasce da un ricordo di un viaggio in Mali, terra di cantastorie e di antiche tradizioni musicali. Nel Mali tornerà poi per il Festival au désert. A riportarlo in Africa questa volta è il maestro della kora Ballaké Sissoko che collaborerà con Einaudi per l'album successivo, Diario Mali. Nel 2003 è uscito nel Regno Unito Echoes, una raccolta dei brani più celebri del compositore che raggiungerà le 100 000 copie vendute.
Nello stesso anno inoltre, suona alla Scala di Milano dove registra il doppio live La Scala: Concert 03 03 03, che contiene i pezzi più conosciuti dell'autore e una versione con il pianoforte di Lady Jane dei Rolling Stones.
Nel 2004 esce Una mattina, album firmato da Decca, che all'uscita raggiunge il primo posto delle charts britanniche di musica classica. I brani di Una Mattina colpiscono per le melodie ondulatorie in continuo movimento, con improvvise accelerazioni e altrettante sospensioni.

### Il successo (2005-presente)
Con il successivo album, Divenire, ha venduto più di 300 000 copie; in Italia, grazie alla vendita di oltre 80 000 copie ha vinto il disco d'oro. Einaudi ha spiegato come Divenire nacque dopo che fu invitato, in occasione del 2° "Festival delle Dolomiti", a comporre dei brani da suonare su un altopiano a 2000 metri di quota, davanti alle Pale di San Martino durante la manifestazione canora de I Suoni delle Dolomiti. L'album è fondato in particolare su tre brani: Divenire, Primavera e Svanire. Questi brani sono stati ispirati a tre quadri di Segantini: La vita, La natura e La morte. Inoltre questo brano è stato anche inserito nel film Ovunque sei diretto nel 2006 da Michele Placido.
Il tour europeo di Divenire è terminato, dopo oltre 80 date, alla Royal Albert Hall, nel 2007, davanti a più di 4000 persone. Divenire è ancora in classifica tra gli album più venduti dell'iTunes Music Store.
Nei 2010 alcuni brani dell'album furono usati come colonna sonora del film La fine è il mio inizio; tra le canzoni usate troviamo il brano Rose che accompagna il film in una scena centrale e nei titoli di coda.

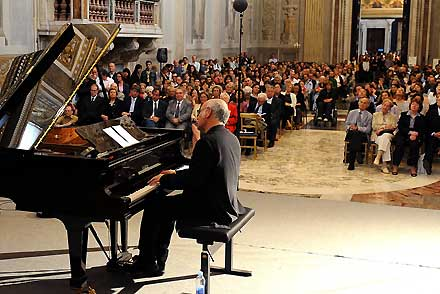
Ludovico Einaudi alla Cappella Paolina, Palazzo del Quirinale

Nel 2007 ha composto ed eseguito, per l'album Dormi amore, la situazione non è buona, di Adriano Celentano, il Prologo di un amore finito, del brano Hai bucato la mia vita. Il 6 dicembre riceve a Cosenza il "Riccio d'Argento" della XXI edizione di "Fatti di Musica", la rassegna del miglior live d'autore, diretta da Ruggero Pegna.
I suoi brani sono stati utilizzati in numerosi spot pubblicitari, come quello dell'Eni, e come colonne sonore di molti film. Ha inoltre composto la musica di sottofondo del TG1, utilizzata, dal 17 settembre 2007 al 10 giugno 2010, per accompagnare i titoli, le anticipazioni del notiziario e come sigla della rubrica Benjamin.
Numerose sono le collaborazioni di Ludovico Einaudi con altri artisti provenienti dalle diverse tradizioni, come Paolo Fresu, Rodrigo Leão, Mercan Dede, Ballakè Sissoko e J̌ivan Gasparyan.
Ha collaborato anche con il gruppo Whitetree composto dai due fratelli Robert e Ronald Lippok, che appartenevano già a una band chiamata To Rococo Rot, e da Stefan Schneider con i quali ha inciso nel maggio del 2009 Cloudland, ispirato al racconto dello scrittore nigeriano Amos Tutuola.
Ha suonato nei maggiori teatri del mondo, come La Scala di Milano, la Royal Albert Hall di Londra, la Philharmonic Hall di Liverpool, l'Olympia di Parigi, la Philharmonie di Berlino, la Sydney Opera House di Sydney. La sua musica è arrivata pure a Buckingham Palace, al Queen's speech, il tradizionale discorso natalizio della regina d'Inghilterra. Le sue composizioni sono dunque un esempio di musica trasversale. Infatti Einaudi è stato l'unico musicista classico a partecipare all'iTunes Festival, accanto a gruppi rock come gli Oasis e i Placebo.
Ha venduto più di 750000 dischi in tutta Europa e con l'album Nightbook ha raggiunto la vetta di tutte le classifiche di musica classica di tutta Europa.
In Italia ha esordito al primo posto della classifica iTunes e all'undicesimo della classifica Nielsen. Alcuni eventi hanno ispirato quest'ultimo lavoro. Il pianista ha infatti detto di aver tratto ispirazione da un concerto del 2006, all'Hangar Bicocca di Milano, circondato da I Sette palazzi Celesti di Anselm Kiefer.
Nel 2010 è Maestro Concertatore del concerto della Notte della Taranta a Melpignano, ruolo ricoperto anche nell'edizione 2011 del festival salentino. Da questa esperienza crea un nuovo album chiamato Taranta Project.
Nel novembre 2012 Ludovico Einaudi riceve dal Presidente della Repubblica, Giorgio Napolitano, il Premio Vittorio De Sica 2013 per il suo contributo nella musica.
Nel novembre 2013 Ludovico Einaudi è stato insignito del titolo di Chevalier des Arts et des Lettres dal ministero della Cultura francese. L'onorificenza gli è stata assegnata per il "successo internazionale e l'originalità delle sue composizioni". Inoltre, con la colonna sonora di Quasi amici, "Einaudi ha dato un supporto di gran rilievo al successo mondiale del cinema francese".

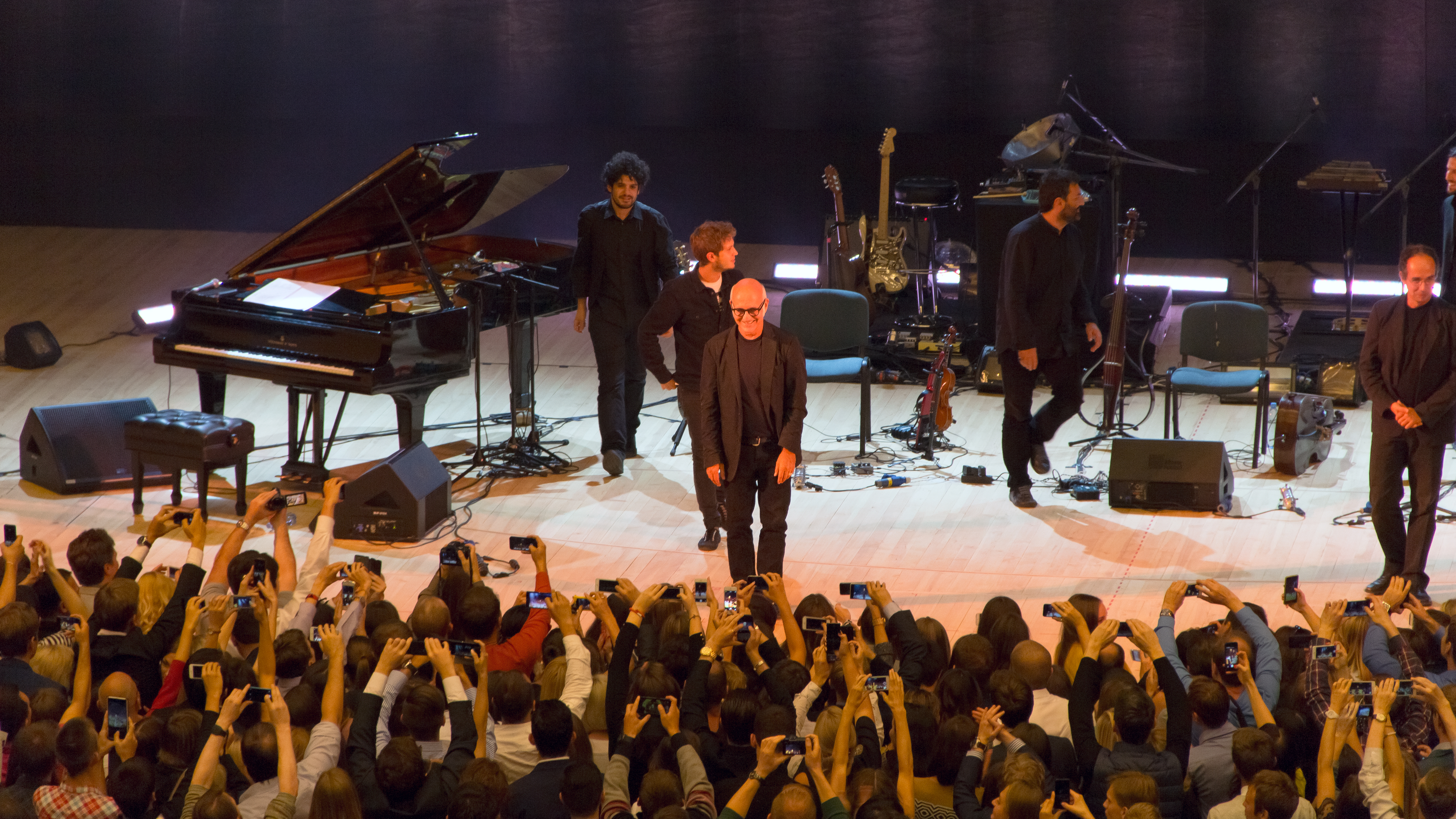
Ludovico Einaudi in un concerto a Mosca, 12 settembre 2014

Il 9 febbraio del 2014 ha tenuto un concerto alla Sydney Opera House ed il 28 luglio all'Arena di Verona, con In a Time Lapse.
Nel 2016 ha suonato l'inedito Elegy for the Arctic su una piattaforma galleggiante tra i ghiacci del Mar Glaciale Artico di fronte al ghiacciaio Wahlenbergbreen, presso le isole Svalbard (Norvegia). L'evento è stato organizzato da Greenpeace per la sua campagna di sensibilizzazione alla difesa dell'Artico.
Nel marzo 2019 presenta un nuovo progetto Seven Days Walking di cui fanno parte sette album pubblicati con cadenza mensile per la durata di sette mesi.
Nel 2020, durante il periodo di lockdown, pubblica 12 Songs from Home, un insieme di brani suonati in casa direttamente sul suo piano verticale. Nel settembre 2020 pubblica Einaudi Undiscovered, una selezione di brani rimasti nascosti alla notorietà durante la sua carriera su cui focalizzare l'attenzione dell'ascoltatore.
Il  21 gennaio 2022 pubblica l'album di inediti Underwater.

## Vita privata
È stato sposato con Anna De Carlo, figlia dell'architetto Giancarlo De Carlo e sorella dello scrittore Andrea De Carlo, con la quale ha avuto due figli, Leo e Jessica. Nel 2010, l'attuale compagna Paola Dallolio gli ha dato la figlia Lara..

## Opere

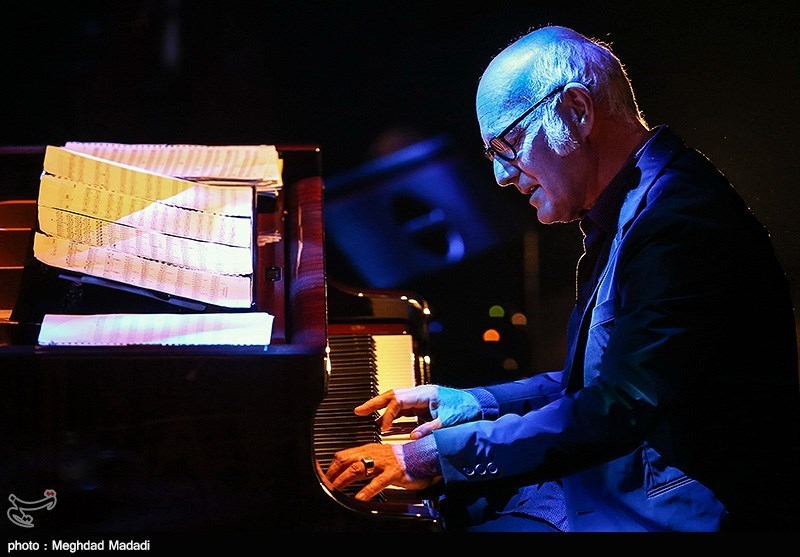
Ludovico Einaudi in concerto a Teheran nel 2018

### Discografia
- 1988 – Time Out
- 1992 – Stanze
- 1995 – Salgari
- 1996 – Le onde
- 1999 – Fuori dal mondo
- 1999 – Eden Roc
- 2001 – I giorni
- 2001 – Luce dei miei occhi
- 2001 – Le parole di mio padre
- 2002 – Doctor Zhivago: Music from the TV Series
- 2003 – Echoes - The Einaudi Collection
- 2003 – Diario Mali (con Ballaké Sissoko)
- 2003 – La Scala: Concert 03 03 03
- 2004 – Una mattina
- 2004 – Sotto falso nome
- 2006 – Divenire
- 2008 – Live in Berlin
- 2009 – Cloudland
- 2009 – Nightbook
- 2010 – The Royal Albert Hall Concert
- 2011 – Islands - Essential Einaudi
- 2011 – La notte della Taranta 2010
- 2013 – In a Time Lapse
- 2014 – In a Time Lapse Tour (Live in Verona, 28/07/2014) DVD
- 2015 – Taranta Project
- 2015 – Elements
- 2019 – Seven Days Walking (Day 1)
- 2019 – Seven Days Walking (Day 2)
- 2019 – Seven Days Walking (Day 3)
- 2019 – Seven Days Walking (Day 4)
- 2019 – Seven Days Walking (Day 5)
- 2019 – Seven Days Walking (Day 6)
- 2019 – Seven Days Walking (Day 7)
- 2020 – 12 Songs from Home
- 2020 – Einaudi Undiscovered
- 2021 – Cinema
- 2022 – Underwater
- 2023 – Einaudi Undiscovered II
- 2025 – The Summer Portraits

### Singoli
- 1998 – Ultimi Fuochi
- 2001 – Blusound
- 2015 – Night
- 2015 – Drop
- 2016 – Elegy For The Arctic
- 2019 – Cold Wind Var. 1
- 2019 – Birdsong
- 2019 – Campfire
- 2019 – Fox Tracks
- 2019 – Ascent
- 2019 – View from the Other Side
- 2019 – Golden Butterflies
- 2019 – Ascent
- 2019 – Low Mist Var. 2
- 2019 – Ascent
- 2020 – Due Tramonti
- 2022 – Luminous

#### Con i Whitetree
- 2009 – Cloudland

### Musica da camera
- 1982 – Ai margini dell'aria, prima esecuzione nell'Abbazia di Fossanova nel 1982
- 1984 – Altissimo, prima esecuzione a Boston nel 1984
- 1985 – Crossing, prima esecuzione a Firenze presso il Palazzo dei Congressi nel 1985
- 1985 – Ottetto, prima esecuzione a Milano presso il Teatro alla Scala nel 1985
- 1987 – Canone
- 1988 – Duetti nn.1/5, prima esecuzione a Radicondoli nel 1988
- 1989 – Echi, prima esecuzione a Milano presso il conservatorio "G. Verdi" nel 1991
- 1989 – Corale, prima esecuzione a Parma nel 1991
- 1989 – At a slow walking pace, prima esecuzione a Modena presso l'Istituto Orazio Vecchi nel 1987
- 1992 – Stanze, prima esecuzione a Milano presso Parco Sempione
- 1993 – Moto Perpetuo, prima esecuzione a Milano nel 1993
- 1993 – Quattro Passi, prima esecuzione a Torino presso la Rive Gauche nel 1994
- 1993 – Talea
- 1993 – Metamorfosi, tratto da Salgari, prima esecuzione a New York presso il Lincoln Center nel 1995
- 1995 – The Apple Tree, prima esecuzione a Glasgow nel 1997
- 1996 – Canto, per violoncello, prima esecuzione di Madeleine Shapiro a Roma nel 1996
- 1996 – Le Onde, prima esecuzione a Milano presso il Teatro Franco Parenti nel 1996
- 1996 – Zoom, prima esecuzione a Riva del Garda nel 1996
- 1998 – Arie, prima esecuzione a Milano presso il Teatro Manzoni nel 1998
- 1998 – Nessuno, prima esecuzione a Milano presso il Teatro di Porta Romana nel 1998

### Musica per orchestra
- 1981 – Per vie d'acqua, prima esecuzione a Rovereto nel 1981
- 1982 – Rondo', prima esecuzione a Roma presso il Foro Italico nel 1983
- 1984 – Altissimo, prima esecuzione a Saint Paul (Minnesota) nel 1985
- 1985 – Crossing, prima esecuzione a Montepulciano nel 1985
- 1986 – Movimento
- 1988 – Contatti, prima esecuzione a Milano nel 1988
- 1995 – Chatrang Overture, prima esecuzione a Milano nel 1996
- 1995 – Salgari suite from the ballet, prima esecuzione a New York presso il Lincoln Center nel 1995
- 1997 – Selim, prima esecuzione a Firenze nel 1997

### Teatro e danza
- 1983 – Sul Filo di Orfeo, prima esecuzione a Firenze nel 1984
- 1988 – Time Out, prima esecuzione ad Alessandria nel 1988
- 1991 – The Emperor, prima esecuzione a New York presso il Lincoln Center nel 1991
- 1993 – Salgari, prima esecuzione a Verona presso il Teatro Filarmonico nel 1995
- 1997 – Edgar Allan Poe, prima esecuzione a Milano presso il Teatro Porta Romana nel 1997
- 2019 – Winter Journey, prima esecuzione assoluta a Palermo presso il Teatro Massimo nel 2019

### Concerti
- 2010 – La Notte della Taranta, maestro concertatore
- 2011 – La Notte della Taranta, maestro concertatore

## Filmografia

### Colonne sonore

#### Cinema
- Treno di panna, regia di Andrea De Carlo (1988)
- Da qualche parte in città, regia di Michele Sordillo (1994)
- Acquario, regia di Michele Sordillo (1996)
- Fuori dal mondo, regia di Giuseppe Piccioni (1999)
- Giorni dispari, regia di Dominick Tambasco (2000)
- La vita altrui, regia di Michele Sordillo (2000)
- Un delitto impossibile, regia di Antonello Grimaldi (2000)
- Le parole di mio padre, regia di Francesca Comencini (2001)
- Luce dei miei occhi, regia di Giuseppe Piccioni (2001)
- Alexandreia, regia di Maria Ilioú (2001)
- Sotto falso nome, regia di Roberto Andò (2004)
- This Is England, regia di Shane Meadows (2006)
- La fine è il mio inizio (Das Ende ist mein Anfang), regia di Jo Baier (2010)
- Quasi amici - Intouchables (Intouchables), regia di Olivier Nakache e Éric Toledano (2011)
- Una volta nella vita, regia di Marie-Castille Mention-Schaar (2014)
- The Water Diviner, regia di Russel Crowe (2014)
- Samba, regia di Olivier Nakache e Éric Toledano (2014)
- Into Dust, regia di Gage Oxley (2014)
- Il terzo omicidio (Sandome no satsujin), regia di Hirokazu Kore'eda (2017)
- Il grande spirito, regia di Sergio Rubini (2019)
- The Father - Nulla è come sembra (The Father), regia di Florian Zeller (2020)
- Nomadland, regia di Chloé Zhao (2020)

#### Televisione
- Zivago (Doctor Zhivago), regia di Giacomo Campiotti – miniserie TV (2002)
- This Is England '86, regia di Tom Harper e Shane Meadows – miniserie TV (2010)
- This Is England '90, regia di Shane Meadows – miniserie TV (2015)

## Edizioni musicali
- Le onde, spartito per pianoforte, Ricordi, Milano 1996, NR 136960, ISMN M-041-36960-0
- I giorni, spartito per pianoforte, Ricordi, Milano 2002, MLR 620, ISMN M-2151-0620-8
- Eden Roc, spartito per pianoforte, Ricordi, Milano 2002, MLR 650, ISMN M-2151-0650-5
- The Best Of, spartito per pianoforte contenente i pezzi dei tre album Le onde, I giorni, Eden Roc, Ricordi, Milano 2003, MLR 659, ISMN M-2151-0659-8
- The Einaudi Collection, Carisch, Milano 2004, ML 2423, ISBN 978-88-507-0573-3
- Una mattina, spartito per pianoforte, Wise Publications, 2004, AM 91301, ISBN 0-7119-3543-2
- Divenire, spartito per pianoforte, Chester Music, CH 72006, ISBN 978-1-84609-842-0
- Islands - Essential Einaudi, spartito per pianoforte, Chester Music, CH 78518, ISBN 978-1-780382-357